# Municipio de Magdalena Mixtepec
El Municipio de Magdalena Mixtepec es uno de los 570 municipios que integran el estado mexicano de Oaxaca.

## Toponimia
Mixtepec es un nombre derivado de los vocablos del náhuatl; Mixtli, que quiere decir «nube» y Tepec que quiere decir «lugar en el cerro», por lo que Mixtepec significa «Cerro con neblina».

## Política

### Presidentes municipales
- (1978 - 1980) Félix Antonio Ramírez
- (1981 - 1983) Aristeo Cruz Reyes
- (1984 - 1986) Apolinar Hernández Gaspar
- (1987 - 1989) Fortino Aquino Miguel
- (1999 - 2001) Eugenio Pérez Méndez
- (2002 - 2004) Niceforo Cruz Santos
- (2005 - 2007) Abraham Pérez
- (2008 - 2010) Serapio González Cruz
- (2011 - 2013) Bernando Santo Pérez
- (2014 - 2016) Federico aquino ruiz
- (2017 - 2019) gaspar Pérez perez
- (2020 - 2022) Ponciano Antonio